# Uperoleia russelli
Az Uperoleia russelli a kétéltűek (Amphibia) osztályának békák (Anura) rendjébe, a Myobatrachidae családba, azon belül az Uperoleia nembe tartozó faj.

## Előfordulása
Ausztrália endemikus faja. Nyugat-Ausztrália állam középső száraz övezetében, Gascoyne, Ashburton és Pilbara régiók közelében honos. Elterjedési területének mérete nagyjából 216 200 km².

## Nevének eredete
A fajt Alfred Robert Eric Russell kapitány tiszteletére nevezték el.

## Megjelenése
Kis termetű békafaj, testhossza elérheti a 3,5 cm-t. Háta barnásszürke, sötétebb foltokkal és egy középen húzódó, narancssárga hosszanti csíkkal. A szájszéltől a karig néha egy apró, halvány narancsfehér csík húzódik. A hasa világosszürke, fehér foltokkal. A hímek torka világosszürke. A karok és a combok alsó felülete halvány rózsaszínű. Pupillája vízszintes elhelyezkedésű, a szivárványhártya aranyszínű. A combok hátsó részén egy-egy kis narancssárga folt található. Mellső lábának ujjai között nincs úszóhártya, a hátsókén háromnegyed részig van úszóhártya, ujjai végén nincsenek korongok. A parotoid mirigyek, az ágyékon lévő mirigyek és a hát alsó részén lévő mirigyek nagy méretűek, narancssárga vagy halvány narancsbarna színűek.

## Életmódja
Nyáron, az esős évszakban szaporodik. A peték, az ebihalak és a fejlődési idő nem ismert, de valószínűleg hasonló más Uperoleia fajokéhoz.

## Természetvédelmi helyzete
A vörös lista a nem fenyegetett fajok között tartja nyilván. Populációja stabil, nem fragmentált, több természetvédelmi területen is megtalálható.